# Arriving UFO
Az Arriving UFO a Yes Tormato című albumának ötödik száma. Hosszát tekintve az albumon a harmadik leghosszabb.

## Nem hivatalos koncertalbum
Ezt a címet kapta egy nem hivatalos dupla koncertalbum is, melyet 1998-ban adtak ki Ausztráliában. Borítóján egy ufo látható, amint fénnyel áraszt el egy tájat, hátoldalán szintén egy repülő csészealj, illetve Roger Dean Yes-logója. Érdekessége, hogy a címadó szám tartalmaz egy Wakeman-White duettet, ami a turné többi állomásán nem gyakran fordult elő.
A számok:

### CD 1
1. "Warmup"/Siberian Khatru
2. Heart Of The Sunrise
3. Future Times/Rejoice
4. Medley
  - Time and a Word
  - Long Distance Runaround
  - The Fish
  - Perpetual Change
  - Soon
5. Arriving UFO - Wakeman/White szintetizátor/dob duett

### CD 2
1. Starship Trooper
2. Rick Wakeman szóló
3. Awaken
4. Leaves of Green
5. Tour Song
6. I've Seen All Good People
7. Roundabout

## Közreműködő zenészek
- Jon Anderson – ének
- Steve Howe – gitár, vachalia, vokál
- Rick Wakeman – billentyűs hangszerek
- Chris Squire – basszusgitár, basszuspedálok, vokál
- Alan White – dob, ritmushangszerek, vokál

## Egyéb kiadványokon
- In A Word: Yes (1969–)